# 臺北電影獎
臺北電影獎是臺灣重要的年度電影獎項之一。創始於1988年原為「中時晚報電影獎」，1994年更名為「臺北電影獎」。

## 歷史
臺北電影獎的前身是1988年中時晚報所創立的「中時晚報電影獎」，由焦雄屏擔任首屆召集人。直到1994年更名為「臺北電影獎」，將獎項分為「商業映演類」及「非商業映演類」。而在1998年台北市政府舉辦的首屆台北電影節，並把該獎項列為電影節的競賽項目。
2002年，台北電影獎取消「商業類」及「獨立創作類」競賽分類，改為「專業類」競賽限定獨立製片才能報名，並另設「業餘獎」鼓勵市民拍攝影像，但當時卻引發批評；2003年，取消「專業類」和「業餘獎」，直接在台北電影獎之外另設「台北主題獎」，作為鼓勵市民創作的類別（該獎於2012年起停辦），2004年，台北電影獎競賽取消過去專業／非專業、商業／非商業的競賽分類，也取消了獨立製片的限制。
2009年，主辦單位參見國外影展的獎項，而創設「電影產業獎」，並將該獎項分為三大類，分別是「終身成就獎」、「特別感謝獎」及「卓越創新獎」。
2011年，台北電影節創立「卓越貢獻獎」，表揚對台灣電影貢獻卓著的電影工作者或團體，首屆得主為影評人李幼鸚鵡鵪鶉。本獎項而後於2017年，與「楊士琪紀念獎」合併為「楊士琪卓越貢獻獎」。2021年起恢復為「卓越貢獻獎」。
2019年，台北電影獎更新賽制，將過往四大類（劇情長片、紀錄片、短片、動畫片）之入選名單作品均可角逐個人獎項，改為四大類作品及個人獎項都將明確訂出至多五組的入圍名單．並將原先代表技術獎項的最佳藝術貢獻獎4名，擴增為8個獎項，並明定項目為最佳攝影、最佳剪輯、最佳美術設計、最佳配樂、最佳造型設計、最佳聲音設計、最佳視覺效果以及一名最佳藝術貢獻獎（鼓勵上述以外之傑出技術表現）。

## 獎項
參賽影片必須為台灣電影，或是中華民國籍或持有中華民國居留證的導演執導之外國電影，共分成「劇情片」、「紀錄片」、「短片」與「動畫片」，最大獎為百萬首獎。

### 現行獎項
| 類別       | 獎項 |
| ---------- | --- |
| 正式獎項   | 百萬首獎（1998年起）                                                                                      |
| 正式獎項   | 最佳劇情長片（1988年起）                                                                                  |
| 正式獎項   | 最佳紀錄片（1998年起）                                                                                    |
| 正式獎項   | 最佳動畫片（1998年起）                                                                                    |
| 正式獎項   | 最佳實驗片獎（1986年-2007年） →最佳短片（2008年起更名）                                                   |
| 正式獎項   | 最佳導演（1998年起）                                                                                      |
| 正式獎項   | 最佳編劇（2008年起）                                                                                      |
| 正式獎項   | 最佳男主角（2008年起）                                                                                    |
| 正式獎項   | 最佳女主角（2008年起）                                                                                    |
| 正式獎項   | 最佳男配角（2009年起）                                                                                    |
| 正式獎項   | 最佳女配角（2009年起）                                                                                    |
| 正式獎項   | 最佳新演員（1998年起）                                                                                    |
| 正式獎項   | 最佳剪輯（2009年起）                                                                                      |
| 正式獎項   | 最佳攝影（2008年起）                                                                                      |
| 正式獎項   | 最佳配樂（2008年起）                                                                                      |
| 正式獎項   | 最佳美術設計（2014年起）                                                                                  |
| 正式獎項   | 最佳聲音設計（2016年起）                                                                                  |
| 正式獎項   | 最佳造型設計（2019年起）                                                                                  |
| 正式獎項   | 最佳視覺效果（2014年起）                                                                                  |
| 正式獎項   | 傑出技術（2020年起）                                                                                      |
| 正式獎項   | 卓越貢獻獎（2011年-2016年） →楊士琪卓越貢獻獎（2017年-2020年更名） →卓越貢獻獎（2021年起恢復至今）        |
| 會外賽     | 媒體推薦（2004年起）                                                                                      |
| 會外賽     | 觀眾票選（2004年起）                                                                                      |
| 會外賽     | 最佳電影行銷（2019年起）                                                                                  |
| 會外賽     | 最佳海報（2019年起）                                                                                      |
| 會外賽     | 最佳預告片（2019年起）                                                                                    |
| 已停辦獎項 | 評審團特別獎                                                                                              |
| 已停辦獎項 | 特別推薦                                                                                                  |
| 已停辦獎項 | 電影產業獎（2009年-2010年）                                                                               |
| 已停辦獎項 | LINE TODAY觀眾票選海報獎（2022年）                                                                        |
| 更名獎項   | 最佳實驗片（1986年-2007年） →最佳短片（2008年-）                                                          |
| 更名獎項   | 最佳整體技術（2007年-2013年） →最佳藝術貢獻（2019年） →傑出技術（2020年-）                                |
| 更名獎項   | 最佳音樂（2007年-2016年） →最佳配樂（2017年-）                                                            |
| 更名獎項   | 台北電影獎卓越貢獻獎（2011年-2016年） →楊士琪卓越貢獻獎（2017年-2020年） →台北電影獎卓越貢獻獎（2021年-） |

## 爭議
2008年臺北電影獎取消不分類混合競賽，以及停止頒發最佳實驗片等獎項，並將百萬首獎限縮於劇情長片作品，以及增設電影技術與演員獎項，導致該屆頒獎總金額有超過三分之二是分配給劇情長片類。此舉引發臺灣電影工作者和電影評論家的抗議，並參與在2009年臺北市紀錄片從業人員職業工會所提出「一個流失原創精神的電影節」的公開連署。最終在2010年將臺北電影獎的競賽規則更改為不分類評選。
2016年臺北電影獎入圍名單原定於5月10日正式公布，但因名單提前被網路駭客外洩於官網，以至於主辦單位臨時改至5月9日公布所有入圍名單。
2017年報名參賽作品《上岸的魚》向臺北電影獎提出撤片要求，改至2018年參加競賽。但官方表示，已於2017年3月份完成初審資格審核，依規定往後不得再重複報名。該部電影監製姚經玉則認為，官方未公告初審資格完成日期，並在2017年4月25日仍收到參賽資料補件通知，代表初審並未結束。最終在李烈的協調之下，化解了雙方的爭執。

## 外部連結
- 官方网站
- 台北電影節的Facebook專頁
- 台北電影節的Instagram帳戶
- YouTube上的台北電影節頻道